# Греция на летних Олимпийских играх 1960
Греция принимала участие в летних Олимпийских играх 1960 года в Мельбурне (Австралия) в четырнадцатый раз за свою историю и завоевала одну золотую медаль. Греческие атлеты принимали участие во всех летних Олимпийских играх.

## Золото
В парусом спорте среди мужчин в классе «Дракон» первое место занял экипаж, в состав которого входили кронпринц Константин (будущий король Греции), Одиссеус Эскитзоглу и Георгиос Займис.